# Untouchables Paderborn
Der Untouchables Paderborner Baseball Club e. V., auch kurz U’s genannt, ist ein deutscher Baseball-Verein. Die erste Herrenmannschaft des im ostwestfälischen Paderborn beheimateten Teams spielt seit 1996 in der Bundesliga des DBV. In ihren ersten zehn Jahren in der ersten Liga konnten sich die U’s sechs Meistertitel sichern, davon fünf in Folge (2001 bis 2005). Damit haben die U’s die drittmeisten Meistertitel hinter dem Rekordmeister Mannheim Tornados und den Heidenheim Heideköpfe in der Geschichte der Baseball-Bundesliga errungen. Neben der erfolgreichen Herren-Baseball-Abteilung hat der Club auch eine Nachwuchs- und Softballabteilung, und eine große Cheerleading Gruppe.

## Geschichte
Nachdem sich der Untouchables Paderborner Baseballclub e. V. am 4. August 1990 als Verein gegründet hat, wurde der Verein im selben Jahr am 16. Dezember in den Baseball und Softball Verband NRW aufgenommen. Ihre Vision war es, ihre erste Deutsche Meisterschaft bis zur Jahrhundertwende zu holen. 1997 kam Martin Helmig, ein großer Name im Deutschen Baseball nach Paderborn und im gleichen Jahr spielten die U’s zum ersten Mal in ihrem neuen Stadion, dem Ahorn-Ballpark. 5 Jahre nach der Gründung schafften sie schließlich den Aufstieg in die 1. Bundesliga Nord und nach nur 9 Jahren war es perfekt, die U's holten sich die Deutsche Meisterschaft 1999. Von 2001 bis 2005 konnten die U’s 5 Deutsche Meistertitel in Folge holen. Seit 2013 setzen die U’s auf ihren eigenen Nachwuchs und verzichten größtenteils auf Spieler aus den anderen Baseball Nationen.

## Teams
Folgende Teams spielen für die Untouchables Paderborn. Herren 1: 1. Bundesliga Nord, Herren 2: Bundesliga Nordwest, Herren 3: Landesliga 1 (BSV-NRW), Damen: Softball NRW Liga, Junioren U18 NRW Liga, Jugend U15 NRW Liga, Schüler 1 (Live Pitch) U12 NRW Liga, Schüler U12 Landesliga 1.

## Bundesliga-Kader
| #  | Name             | Vorname  | Position |
| 15 | Kemp             | Matthew  | P        |
| 12 | Thaqi            | Benjamin | P        |
| 35 | Göbert           | Nicolas  | P        |
| 27 | Neuhäuser        | Philipp  | P        |
| 23 | Harrison         | Mark     | P        |
| 11 | Seidel           | Florian  | P        |
| 19 | Thieben          | Daniel   | P/OF     |
| 22 | Hinz             | Daniel   | P/IF     |
| 6  | Bendrien         | Maurice  | C        |
| 2  | Kloidt           | Dennis   | C        |
| X  | Cataldo          | Demetrio | C        |
| 44 | Gerdtommarkotten | Frederik | UT       |
| 10 | Schade           | Till     | IF/OF    |
| 20 | Schonlau         | Björn    | IF       |

| #  | Name             | Vorname | Position |
| 14 | Speer            | Jendrik | IF       |
| 1  | Cardoso          | Marco   | IF       |
| 9  | Medina           | Octavio | IF       |
| 13 | Bergmann         | Finn    | IF       |
| 32 | Weiss            | Andreas | IF       |
| 39 | Primozic         | Zan     | IF       |
| 51 | Weber            | Yannis  | IF       |
| 3  | Buder            | Dominik | OF       |
| 25 | Gerdtommarkotten | Tristan | OF       |
| 26 | Ehmcke           | Maik    | OF       |
| 39 | Vockel           | Marcel  | OF       |
| 28 | Evers            | Aki     | OF       |

### Coaches
- Headcoach: Jendrick Speer[3]
- Assistant Coaches: Octavio Medina (Fielding), Matthew Kemp (Pitching)

## Sportinternat
Seit dem Jahr 2011 führen auch die U’s eine Baseballabteilung im Sportinternat Paderborn. Mit 14 jungen Athleten sind sie auch die größte Partei im Haus. Baseballer kommen aus ganz Deutschland nach Paderborn, um ihren Traum von Baseball zu leben und Schule und Training perfekt abzustimmen. Die Sportler wohnen im Haus Paderborn, das in der Nähe der Sportstätten sowie der Schule ist. Neben den Baseballern hat auch der SC Paderborn 07 e. V., die Paderborn Baskets 91 e. V. und der AFC Paderborn Dolphins e. V. einen Anteil im Internat.

## U's im Ausland
Seit 2017 haben die Untouchables einen weiteren Youngstar in den U.S.A. Neben Nadir Ljatifi, der für die Billings Mustangs (Cincinnati Reds) in der Pioneer League spielt, spielt Marco Cardoso für die Bosten Red Sox in der Dominikanischen Republik. Anders als bei Nadir Ljatifi (19 Jahre) kam Marco aus Paderborn. Er ist das erste Eigengewächs der Untouchables, das einen Profivertrag unterschrieb.

## Cheerleader
der Untouchables Paderborn:
- 4. Platz Landesmeisterschaft
- 4. Platz Deutsche Meisterschaft
- 2. Platz Deutsche Meisterschaft

## Ballpark
Die Untouchables tragen ihre Heimspiele im 1997 errichteten Ahorn-Ballpark aus. Der Ballpark besteht aus insgesamt drei Spielflächen. Im Stadion finden zirka 1.200 Zuschauer Platz. Das Hauptfeld des Ballparks hatte bis Ende 2024 folgende Abmessung:
- Leftfield: 96 m
- Centerfield: 114 m
- Rightfield: 96 m

Im ersten Halbjahr 2025 wurde das Stadion umgebaut, wie schon zwei Jahre zuvor ein Schülerplatz, und Kunstrasen verlegt. Dabei wurde der Outfield-Zaun weiter reingeholt, dafür aber höhere gepolsterte Wände angebracht, inklusive eines 10 m hohen Batter's Eyes, das zur Spielfeldbegrenzung hinzugehört.

## Erfolge

### Grünes Band der Dresdner Bank
- 2010 1. Platz
- 2007 1. Platz

### Baseball
- 2024 Deutscher Vizemeister
- 2023 Deutscher Vizemeister
- 2022 Deutscher Vizemeister
- 2012 Deutscher Vizemeister
- 2011 Deutscher Vizemeister
- 2008 BSV-NRW-Pokal-Sieger
- 2006 BSV-NRW-Pokal-Sieger
- 2005 Deutscher Meister
- 2004 Deutscher Meister
- 2004 BSV-NRW-Pokal-Sieger
- 2003 Deutscher Meister
- 2002 Deutscher Meister
- 2001 Deutscher Meister
- 2001 BSV-NRW-Pokal-Sieger
- 1999 Deutscher Meister
- 1999 DBV-Pokal-Sieger
- 1999 BSV-NRW-Pokal-Sieger
- 1999 Meister Kreisliga
- 1998 Deutscher Vizemeister
- 1998 DBV-Pokal-Sieger
- 1998 BSV-NRW-Pokal-Sieger
- 1998 Meister Landesliga
- 1997 BSV-NRW-Pokal-Sieger
- 1995 Meister 2. Bundesliga
- 1995 Meister Bezirksliga
- 1994 Meister Verbandsliga
- 1993 Meister Landesliga
- 1993 Meister Kreisliga
- 1992 Meister Bezirksliga
- 1991 Meister Bezirksliga

### Nachwuchs
- 2024 Deutscher Meister Junioren
- 2024 Deutscher Vizemeister Jugend
- 2023 Deutscher Meister Junioren
- 2021 Deutscher Vizemeister Schüler
- 2018 Deutscher Meister Junioren
- 2017 Deutscher Meister Junioren
- 2016 Deutscher Vizemeister Junioren
- 2015 Deutscher Vizemeister Jugend
- 2014 Deutscher Vizemeister Junioren
- 2013 Deutscher Vizemeister Junioren
- 2013 Deutscher Meister Jugend
- 2013 Meister Jugend (2) Landesliga NRW
- 2013 NRW-Meister Schüler
- 2012 NRW-Meister Junioren
- 2012 Meister Jugend (2) Landesliga NRW
- 2012 Deutscher Vizemeister Schüler
- 2011 NRW-Meister Jugend
- 2011 Meister Jugend (2) Landesliga NRW
- 2009 Deutscher Meister Schüler
- 2008 NRW-Meister Schüler
- 2007 Deutscher Meister Junioren
- 2006 Deutscher Meister Junioren
- 2005 Deutscher Meister Junioren
- 2004 Deutscher Vizemeister Junioren
- 2004 Deutscher Meister Jugend
- 2003 Deutscher Meister Junioren
- 2002 Deutscher Meister Jugend
- 2002 Deutscher Vizemeister Schüler
- 2001 Deutscher Vizemeister Schüler
- 1999 Meister Jugend Landesliga NRW
- 1998 NRW-Meister Schüler
- 1995 Meister Junioren Landesliga NRW
- 1994 Meister Junioren Landesliga NRW
- 1994 NRW-Meister Jugend

### Europapokal Teilnahmen
Europapokal der Landesmeister:
- 2023 6. Platz (Amsterdam/Bussum)
- 2013 5. Gruppenplatz (2 Gruppen a 6 Mannschaften) (Barcelona)
- 2012 4. Gruppenplatz (2 Gruppen a 6 Mannschaften) (San Marino)
- 2006 4. Platz (Grosseto)
- 2005 6. Platz (Rotterdam)
- 2004 5. Platz (San Marino)
- 2002 7. Platz (Barcelona)
- 2001 6. Platz (Rotterdam)
- 2000 6. Platz (San Marino)

Europapokal der Landesmeister (B-Pool):
- 2003 1. Platz (Rättvik, Schweden)

Europapokal der Pokalsieger:
- 1999 4. Platz (Brünn)

### Softball
- 1999 Meister Bundesliga Mitte
- 1999 BSV-NRW-Pokal-Sieger
- 1997 Meister Landesliga
- 1996 Meister Bezirksliga

### Mixed Softball
- 2008 Champions-League-Sieger
- 2007 Champions-League-Sieger
- 2005 Champions-League-Sieger (inoffizielle deutsche Meisterschaft)